# Raduń (jezioro w powiecie wałeckim)
Raduń – jezioro w woj. zachodniopomorskim, w pow. wałeckim, w granicach administracyjnych miasta Wałcz, leżące na terenie Pojezierza Wałeckiego.
Powierzchnia zwierciadła wody według różnych źródeł wynosi od 197,5 ha przez 227,12 ha do 229,7 ha.
Zwierciadło wody położone jest na wysokości 110,5 m n.p.m. lub 110,6 m n.p.m. Średnia głębokość jeziora wynosi 9,5 m, natomiast głębokość maksymalna 25,1 m. Długość obrzeża jeziora wynosi ponad 19 km.
Nad Raduniem znajduje się jedyny w Polsce most wiszący położony nad jeziorem.

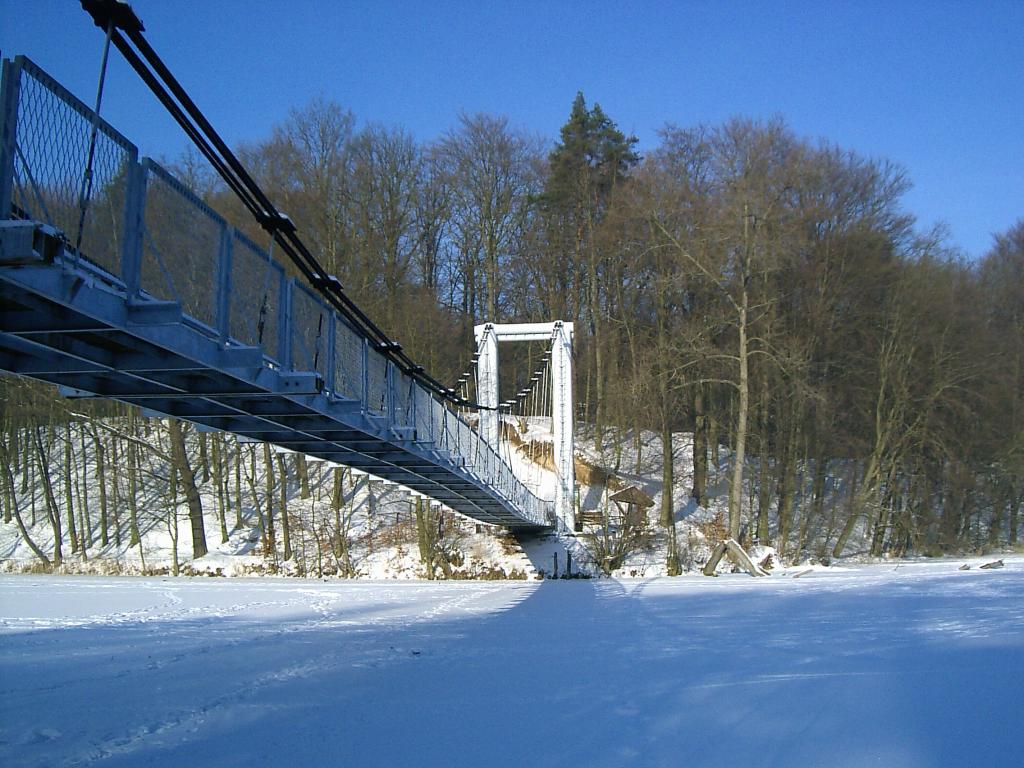
Most Kłosowski wiszący nad jeziorem zimą

Nad jeziorem położony jest Ośrodek Przygotowań Olimpijskich Centralnego Ośrodka Sportu, Miejski Ośrodek Sportu i Rekreacji w Wałczu, kąpieliska i pola namiotowe. Brzegiem jeziora prowadzi  czerwony szlak turystyczny z Wałcza do Drawieńskiego Parku Narodowego. Najczęściej występującymi w akwenie rybami są: sandacz, węgorz, leszcz, szczupak, płoć, okoń, karp, lin i sum.
W części jeziora od mostu wiszącego w kierunku Wałcza, dopuszczone jest używanie jednostek pływających napędzanych silnikami spalinowymi o mocy do 90 KM w okresie od 1 czerwca do 30 września w godzinach od 8:00 do 20:00. W pozostałej części mogą być używane przez związki sportowe i podobne podmioty tylko w trakcie zajęć organizowanych przez instytucje gospodarki budżetowej.
Nazwę Raduń wprowadzono urzędowo w 1950 roku, zastępując poprzednią niemiecką nazwę jeziora – Radun See. Od nazwy jeziora pochodzi nazwa jednej z części miasta Wałcza, w której znajduje się stacja kolejowa Wałcz Raduń. Południowo-zachodnią część jeziora, oddzieloną od głównego akwenu półwyspem, nazywa się czasem Dybrzno.